# Émile Capelle
Pour les articles homonymes, voir Capelle.
 Émile Jules Adolphe Clément Ghislain Capelle, né à Dinant, le 5 août 1870 et décédé à Bruxelles le 27 février 1928 fut un homme politique belge francophone libéral.
Il fut médecin.
Il fut conseiller communal à Dinant et membre du parlement,,.